# 德温·格林
德温·格林（英語：Devin Green，1982年10月25日—），美国NBA联盟前职业篮球运动员。
2018年以及2019年夏天格林都效力於全国男子篮球联赛武汉当代。